# Omer Džabić
Háfiz Omer Besim-efendija Džabić (1882 Mostar, Bosna a Hercegovina – 6. dubna 1965 Mostar, Socialistická federativní republika Jugoslávie) byl bosenskohercegovský islámský duchovní bosňáckého původu.

## Životopis
Narodil se do rodiny Džabićů se silnou tradicí islámské vzdělanosti Jeho děd Ahmed Šaćir-efendija Džabić (1832–1878) byl mezi lety 1878 1883 mostarským muftím. Stejný post zastával v letech 1883–1900 i jeho strýc Ali Fehmi-efendija Džabić (1853–1918). Omerův otec se jmenoval Muhamed.
Omer Džabić navštěvoval Karađoz-begův mekteb, islámskou základní školu, kterou vedl Muhamed-efendija Rebac. Nato pokračoval na vyšší islámské škole, Medrese Roznamedži Ibrahim-efendiji, kde přednášel jeho strýc. Mezi lety 1905 a 1920 pracoval jako imám a kazatel, hátib, v Karađoz-begově mešitě v Mostaru. Roku 1929 byl jmenován mostarským muftím, když nahradil Mehmeda Šaćir-efendiju Mesihoviće, povýšeného do nejvyšší rady duchovních Islámského společenství v Bosně a Hercegovině. Od roku 1936, kdy došlo k reformě společenství a úřady muftí byly zrušeny, Džabić zasedal v Nejvyšší radě Islámské náboženské společnosti. Roku 1941, nedlouho po vzniku Nezávislého státu Chorvatsko jehož součástí byla i Bosna a Hercegovina, inicioval zv. Mostarskou deklaraci, která odsuzovala represi fašistického režimu vůči Srbům, kteří se poté na muslimském obyvatelstvu. Od roku 1950 do smrti působil jako imám a hátib v mostarské mešitě Ćose Jahija Havadže.